# Falaise (Ardennes)
Falaise ist eine kleine französische Gemeinde im Département Ardennes mit 342 Einwohnern (Stand: 1. Januar 2022). Sie gehört zur Region Grand Est (vor 2016 Champagne-Ardenne), zum Arrondissement Vouziers und zum Kanton Attigny.

## Lage
Falaise liegt an der Aisne, etwa 65 Kilometer ostnordöstlich von Reims. Umgeben wird Falaise von den Nachbargemeinden Vouziers im Norden und Westen, La Croix-aux-Bois im Nordosten, Longwé im Osten, Olizy-Primat im Südosten sowie Savigny-sur-Aisne im Süden.

## Einwohnerentwicklung
| Jahr                       | 1962 | 1968 | 1975 | 1982 | 1990 | 1999 | 2006 | 2013 | 2018 |
| Einwohner                  | 322  | 306  | 269  | 253  | 326  | 326  | 342  | 325  | 333  |
| Quellen: Cassini und INSEE |      |      |      |      |      |      |      |      |      |

## Sehenswürdigkeiten
- romanische Kirche Saint-Victor aus dem 12. Jahrhundert

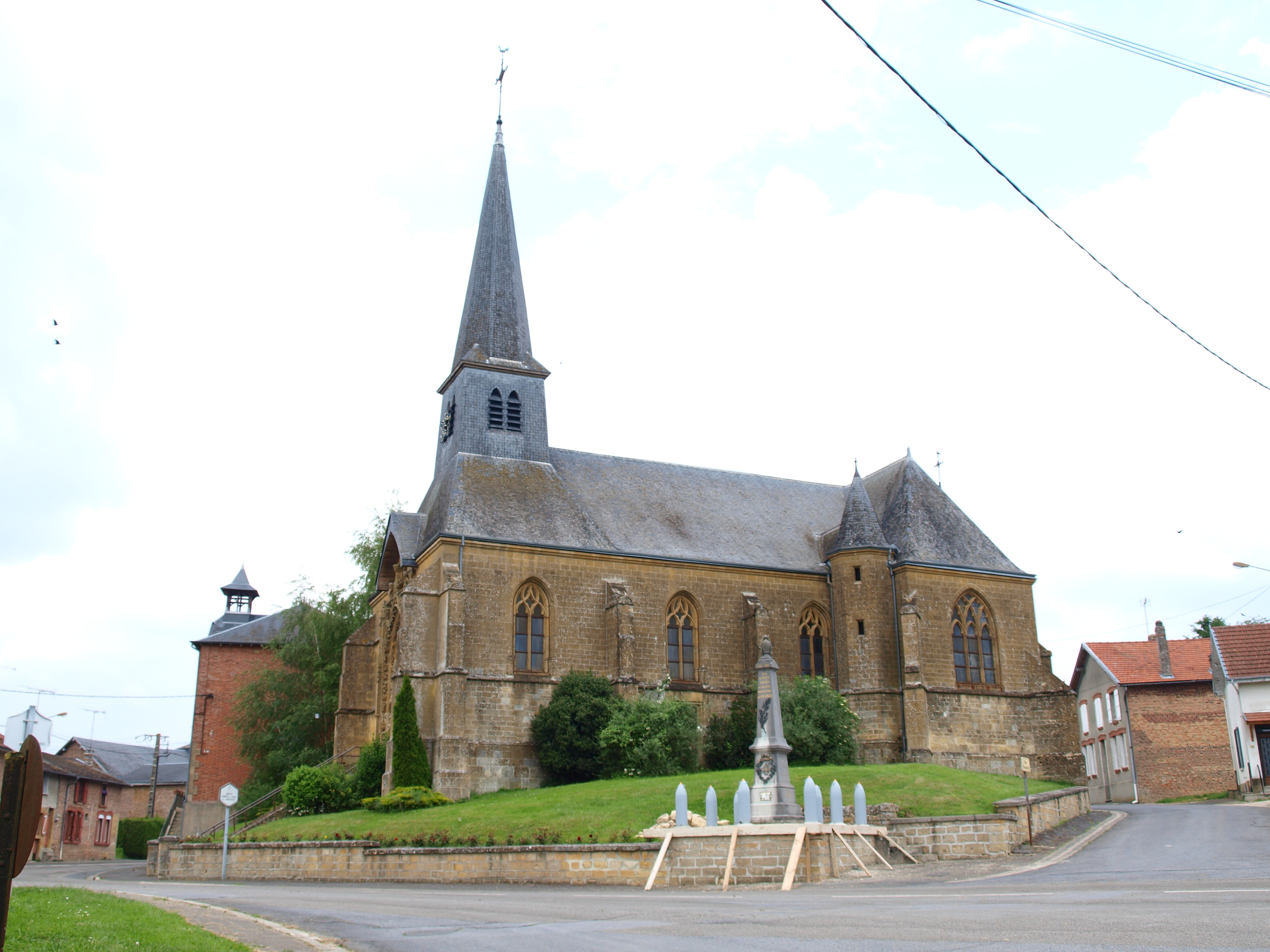
Kirche Saint-Victor

- deutsche Kapelle von 1917
- Bunkeranlagen